# Groot warkruid
Groot warkruid (Cuscuta europaea) is een parasitaire, eenjarige plant die behoort tot de windefamilie (Convolvulaceae). De plant komt van nature voor in Eurazië.
De plant wordt 30-150 cm hoog en heeft een linkswindende, dikke draadvormige, groen- of geelachtige, meestal rood aangelopen stengel. Bladeren en wortels ontbreken. Groot warkruid dringt met haustoriën (zuigorgaantjes) de waardplant binnen. Hiermee onttrekt de plant aan de waardplant de benodigde voedingsstoffen en water.
Groot warkruid bloeit van juni tot september met roodachtige of geelachtig witte bloemen. De bloemkroon is in het begin buis-klokvormig en later kroesvormig. De kroonbuis is even lang of iets langer dan de driehoekige, vrij spitse tot stompe kelkslippen. De soms zeer kleine, rechtopstaande kroonschubben zijn diep uitgerand tot tweespletig. De bloem heeft twee stijlen. De lengte van de stijl en stempel zijn bij elkaar opgeteld kleiner of even groot als het vruchtbeginsel dit in tegenstelling tot die bij klein warkruid (Cuscuta epithymum).
De vrucht is een bolvormige vaak naar boven kegelvormig versmalde, 2,5-3 mm grote doosvrucht, die aan de voet overdwars openspringt. In de vrucht zitten vier, hardschalige zaden. De draadvormige, bladloze kiemplant groeit aan de top en sterft aan de onderkant weer af, waarbij de voedingsstoffen weer opnieuw gebruikt worden. Als de kiemplant in contact komt met de waardplant worden de haustoriën gevormd.
De plant parasiteert vooral op de grote brandnetel en hop, maar komt ook op veel andere planten voor, zoals op de gewone vlier en boerenwormkruid.

## Plantengemeenschap
Het groot warkruid is een kensoort voor de associatie van sleedoorn en eenstijlige meidoorn (Pruno-Crataegetum).